# Анджей Баргел
А̀нджей Лѐшек Ба̀ргел (на полски: Andrzej Leszek Bargiel) е полски спортист ски-алпинист, състезател по планинско бягане и високопланински алпинист (хималаист). На 22 юли 2018 година прави първо историческо спускане със ски от смятания за най-опасен осемхилядник К2 (8611 м).